# 箱崎ジャンクション

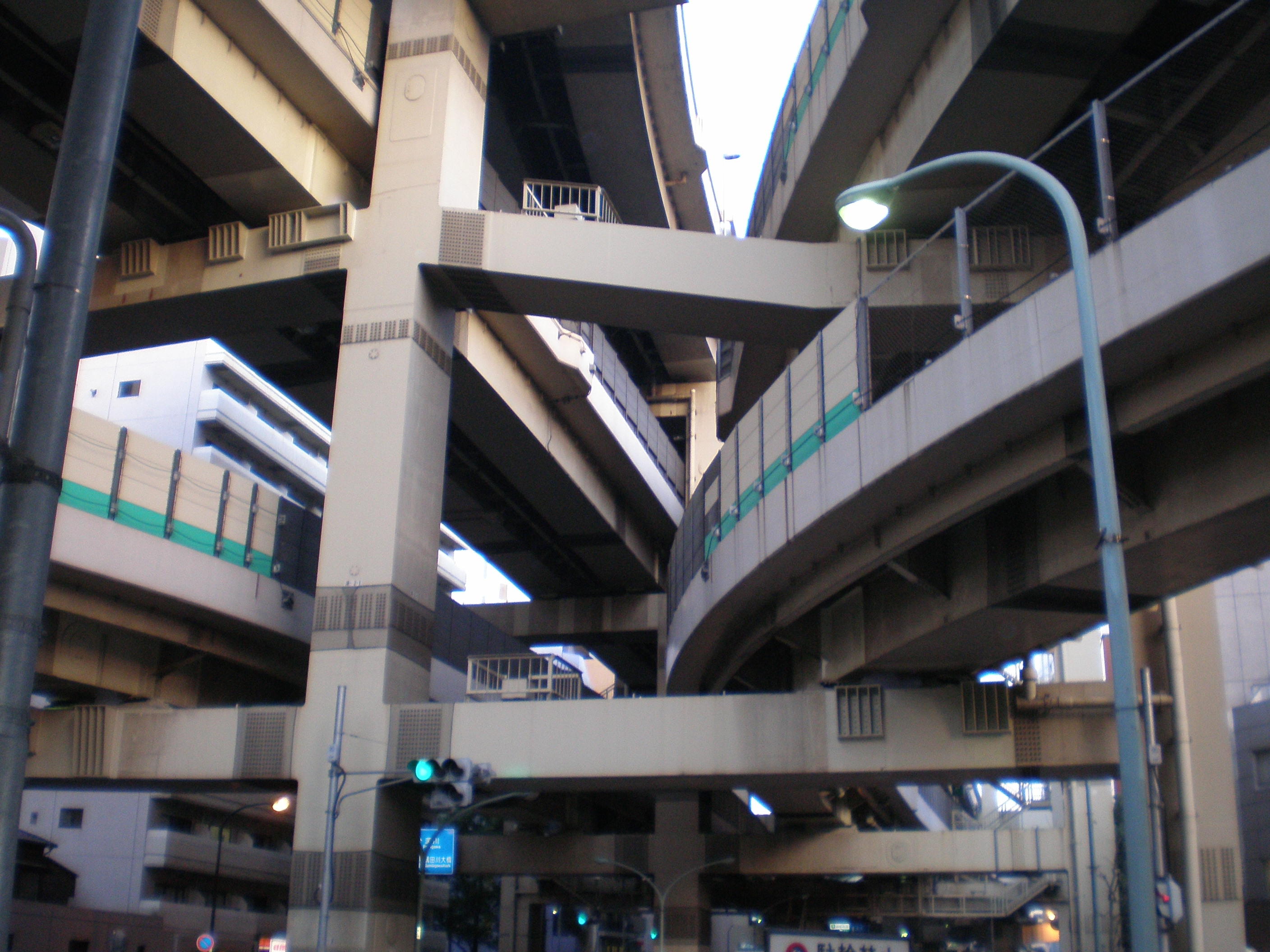
下から見上げた箱崎ジャンクション

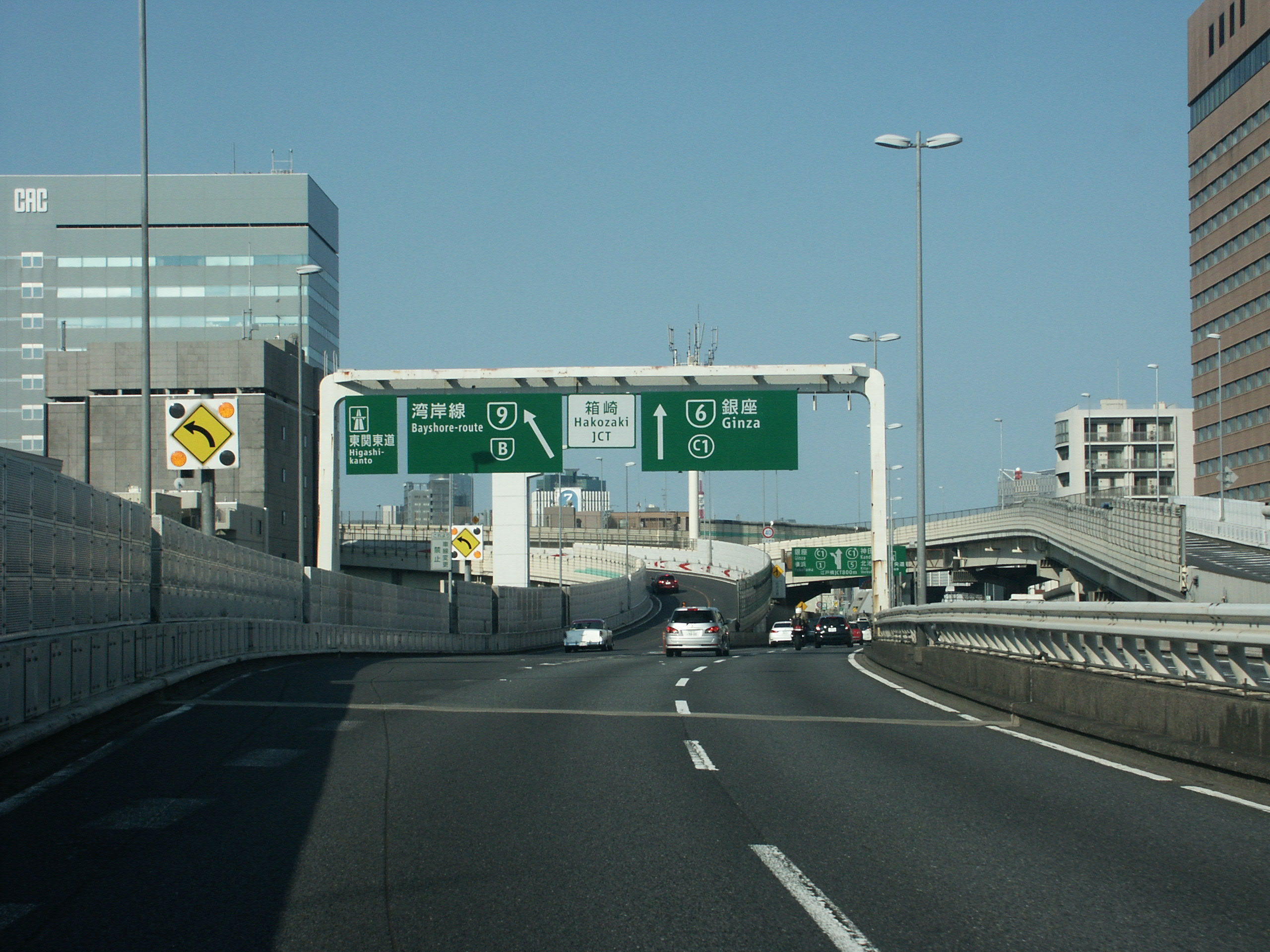
箱崎ジャンクション（首都高速6号向島線上り）

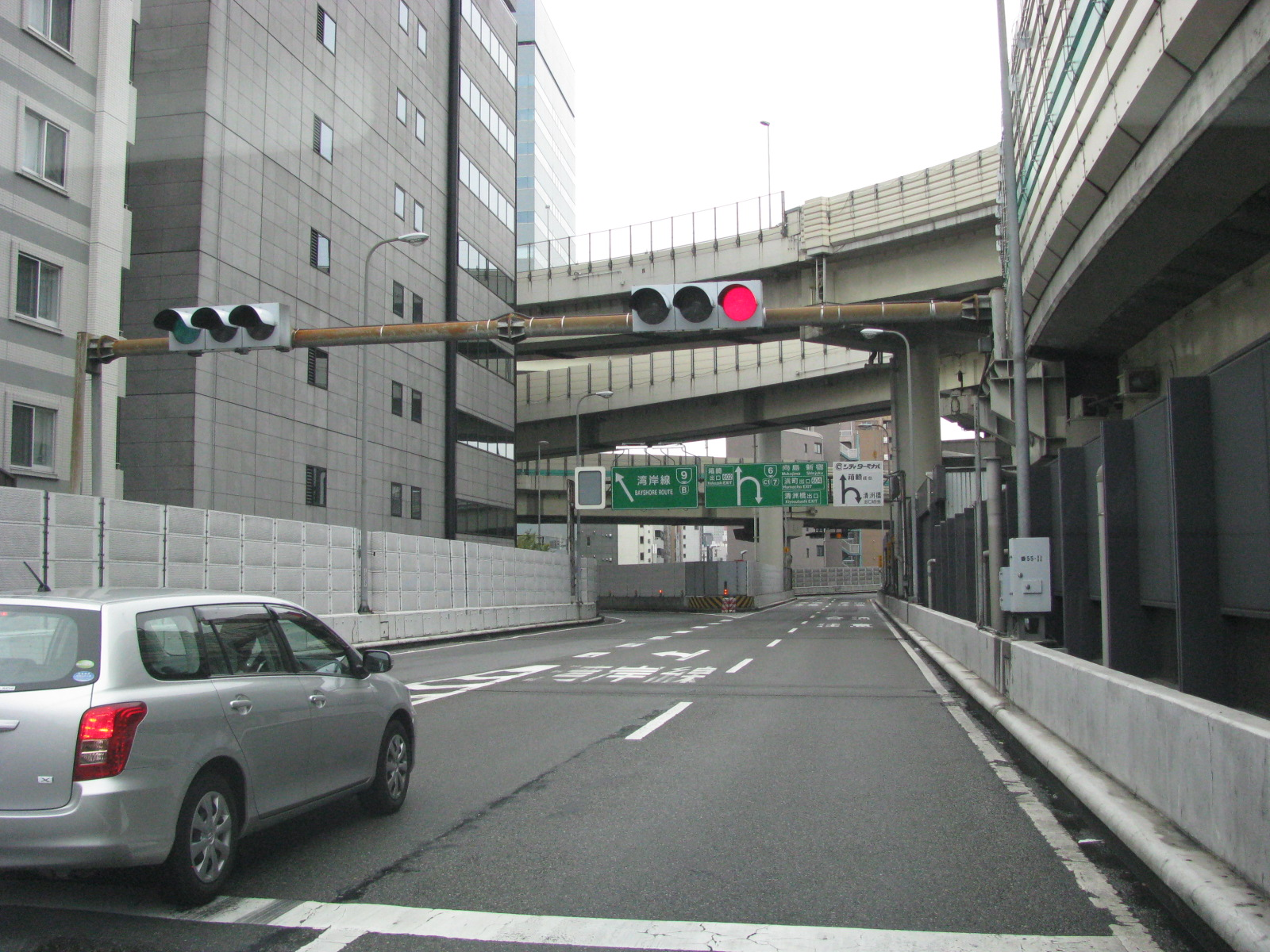
箱崎ロータリーの信号(2024年12月撤去済)

箱崎ジャンクション（はこざきジャンクション）は、東京都中央区にある、首都高速道路のジャンクションである。

## 概要
首都高速6号向島線から首都高速9号深川線が分岐するジャンクションであり、都心環状線から6号向島線が分岐する江戸橋JCTと、6号向島線から7号小松川線が分岐する両国JCTの間に位置しており、6号向島線・7号小松川線・9号深川線の3放射線の車両の流れが一極に集中する首都高屈指の要衝であり、渋滞の名所としても知られる。なお、9号線から6号線上り方向への分岐標識は、江戸橋JCTが近いため、都心環状線を示す「C1」の表示がされている。
6号向島線の両方向から2車線のランプで9号深川線を分岐しているが、下り線は江戸橋JCT→箱崎JCTの4車線（左側2車線が都心環状線内回りから、右側2車線が都心環状線外回りから分岐）のうち最も左側と最も右側の車線が9号深川線へ分岐する構造となっている。以前は左側から9号深川線への分岐はなく、左側2車線が6号向島線方面、右側2車線が9号深川線方面であったため、都心環状線内回りから9号深川線に向かうためには最大で2レーン分の車線変更が必要であった。この織り込み交通による渋滞を解消するため、1994年（平成6年） - 1998年（平成10年）に箱崎ジャンクション改良事業が行われ、左からの分岐路が追加設置された。
ジャンクションの下層部は右回り一方通行の箱崎ロータリーとなっており、東端のロータリー上に箱崎PAがあり、西端から箱崎出入口が、東端から浜町出入口・清洲橋出口が分岐・合流し、ロータリーを介して6号向島線、9号深川線の両方に接続する特殊な構造となっている。なお、箱崎ロータリーは「箱崎出入口、浜町出入口、清洲橋出口、箱崎PAを集約して本線と接続する」ために設置されており、単に6号向島線、9号深川線の本線を走行するだけなら箱崎ロータリーに進入する必要はない。
一般道も含めると四層構造となっており、その巨大さをもって建設当時から「化け物インター」と呼ばれていた。

## 連絡している路線
- 首都高速6号向島線
- 首都高速9号深川線

## 併設
- 箱崎出入口
- 浜町出入口
- 清洲橋出口
- 箱崎PA

## 隣
首都高速6号向島線
江戸橋JCT - 箱崎JCT/(601,602)箱崎出入口/(604)浜町出入口/(603)清洲橋出口/箱崎PA - 両国JCT - (605)駒形出入口
 首都高速9号深川線
箱崎JCT/(601,602)箱崎出入口/(604)浜町出入口/(603)清洲橋出口/箱崎PA - (902)福住出入口